# Władysław Sala

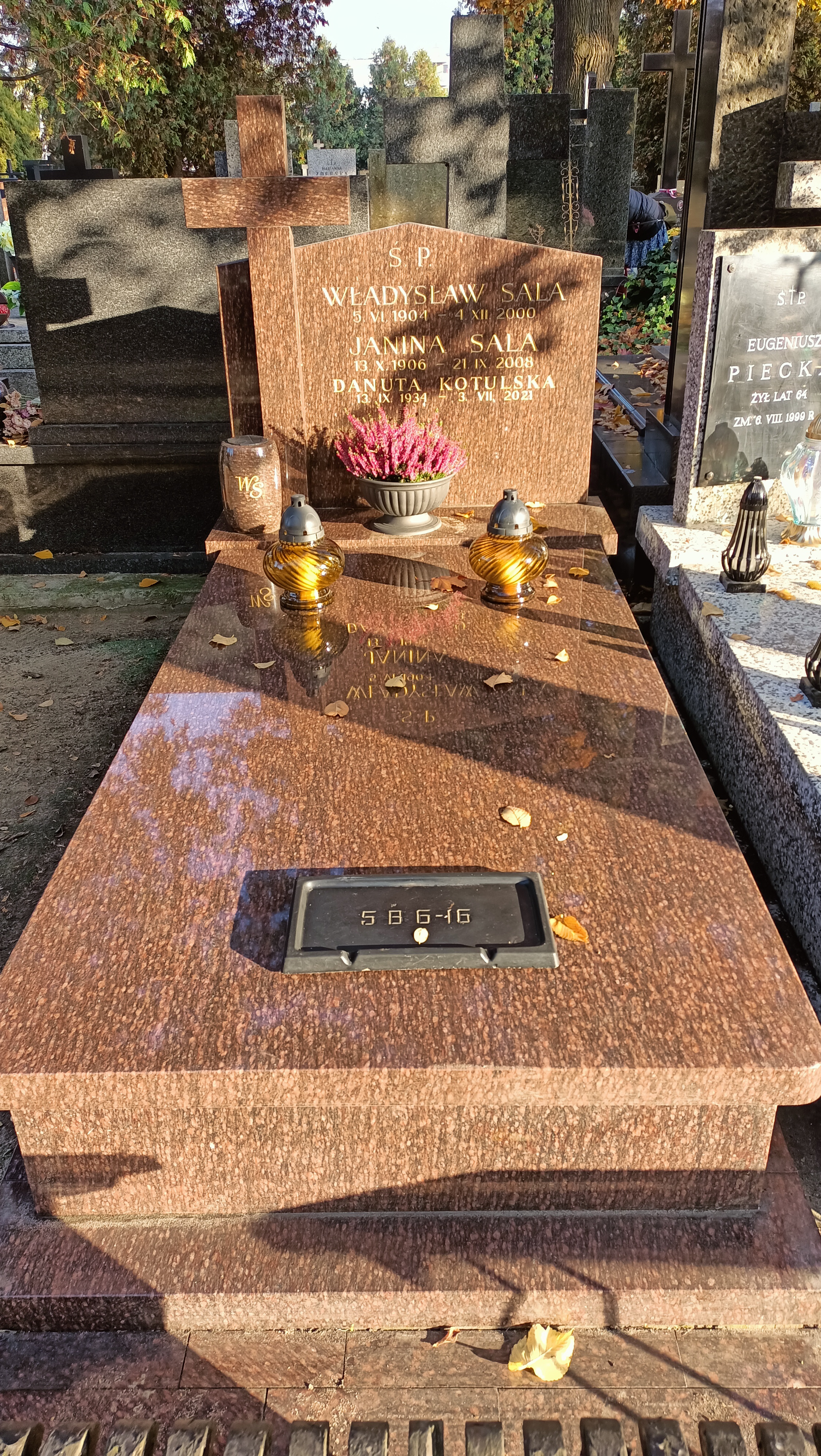
Grób Władysława Sali na Cmentarzu Bródnowskim w Warszawie

Władysław Sala (ur. 5 czerwca 1904 w Krzyszkowicach, zm. 4 grudnia 2000 w Warszawie) – polski nauczyciel, działacz społeczny i badacz postaw młodzieży międzywojennej na Śląsku.
Urodził się w licznej chłopskiej rodzinie pod Myślenicami. Jego rodzicami byli Jakub i Wiktoria. Po ukończeniu szkoły w 1924 roku został nauczycielem w Bogucicach. Związał się z sanacją, będąc na jej społecznym, lewicowym skrzydle, odwołującym się do twórczości Żeromskiego.
W czasie wielkiego kryzysu zakładał w Katowicach świetlice dla bezrobotnej młodzieży i przyczynił się do założenia spółdzielni bezrobotnych stolarzy o nazwie „W imię człowieczeństwa”. W 1933 roku został twórcą i prezesem Oddziałów Młodzieży Powstańczej. 
W 1935 roku przeniósł się do Warszawy, gdzie został dyrektorem Instytutu Mokotowskiego, zakładu opiekuńczo-wychowawczego o wieloletniej tradycji dla chłopców. Jego żona Janina pracowała w Instytucie jako intendentka.
Podczas II wojny światowej współuczestniczył w uratowaniu pięciuset Żydów z warszawskiego getta. Instytut uzyskał zgodę na zatrudnianie mieszkańców getta w swoim gospodarstwie rolnym. Sala codziennie transportował kilkudziesięciu ludzi z getta, jednak formalnie kwitował odbiór tylko dwudziestu, którzy po zakończeniu pracy byli odwożeni z powrotem. Za każdą osobę, której obecność nie była oficjalnie zarejestrowana płacił 5 zł. Osoby te, wyprowadzone z getta początkowo znajdowały schronienie w gospodarstwie Instytutu, następnie, zaś bezpieczne miejsca po tzw. aryjskiej stronie, co umożliwiło im przetrwanie okresu wojny.
W Powstaniu Warszawskim był członkiem V Obwodu (Mokotów) Warszawskiego Okręgu Armii Krajowej. Służył w Grupie Artyleryjskiej „Granat” w stopniu starszego ogniomistrza.
W swojej twórczości naukowej i publicystyce zajmował się analizą sytuacji młodzieży śląskiejj, patriotycznym jej wychowaniem, publikował również materiały z okresu Powstaniach Śląskich. 
Jest pochowany na Cmentarzu Bródnowskim w Warszawie. 
Za swoje zasługi 1 stycznia 1984 roku zostali wraz z żoną uhonorowani tytułem Sprawiedliwy wśród Narodów Świata. 